# Grupa realizacyjna
Nieetatowe grupy realizacyjne (NGR) (zwane także grupami szybkiego reagowania lub grupami wsparcia) – formacje policyjne stworzone m.in. w województwach: wielkopolskim i dolnośląskim, funkcjonujące najczęściej w miejskich i powiatowych komendach Policji.

## Zadania
- zatrzymywanie szczególnie niebezpiecznych przestępców
- konwojowanie niebezpiecznych przestępców i zabezpieczanie rozpraw sądowych
- ochrona osobistości
- realizacja zatrzymań na zlecenie CBŚP, Wydziałów Kryminalnych, Dochodzeniowo - Śledczych KWP i KMP/KPP

## Uzbrojenie
- Karabinek AKMS,
- karabinki rodziny M4 różnych producentów,
- PM-98 Glauberyt,
- Pistolet maszynowy MP5,
- Pistolet maszynowy UMP,
- Glock 17 i 19,
- Beretta APX,
- Walther P-99,
- Mossberg 590.

NGR realizują zadania podobne do Samodzielnych Pododdziałów Kontrterrorystycznych Policji (SPKP). Grupy etatowe w dużych ośrodkach miejskich posiadają wyposażenie podobne do SPKP oraz prezentują wysoki poziom wyszkolenia (przygotowanie fizyczne, wyszkolenie strzeleckie oraz taktyczne - CQB). Od decyzji bezpośrednich przełożonych zależy liczba dni szkoleniowych w miesiącu, niemniej są to co najmniej 2 dni w tygodniu. Jest to formacja utworzona w celu zwalczania terroru kryminalnego i przestępczości pospolitej (nie do zwalczania terroryzmu).
Policjanci NGR zabezpieczają imprezy masowe oraz patrolują ulice polskich miast, wykonując czynności patrolowo-interwencyjne, a ich głównym zadaniem jest udzielanie pomocy i wspomaganie innych patroli na terenie działania danej jednostki Policji.